# Reichsgewerkschaftszentrale
Die Reichsgewerkschaftszentrale (kurz RGZ) war ab Ende 1920 das zentrale Organ zur Koordination der Gewerkschaftsaktivitäten der Kommunistischen Partei Deutschlands.

## Vorläufer und Gründung
Die RGZ wurde nach der Vereinigung von USPD und KPD zur Vereinigten Kommunistischen Partei Deutschlands (VKPD) Ende 1920 eingerichtet. Erster Leiter war Richard Müller, ehemaliger Leiter des Vollzugsrates der Groß-Berliner Arbeiter- und Soldatenräte. Aus dem Umfeld dieses Vollzugsrates und der Revolutionären Obleute stammten die von Müller ausgewählten ersten Mitglieder der Zentrale. Direkter Vorläufer der RGZ war die Berliner Betriebsrätezentrale, ein Koordinationsgremium in der Tradition der Rätebewegung, das die Betriebsräte unabhängig von den Gewerkschaften als politische Kraft bündeln sollte. Auf dem ersten Reichskongress der Betriebsräte wurde jedoch die Unterordnung der Betriebsräte unter die Gewerkschaften beschlossen, das Konzept der Berliner Betriebsrätezentrale konnte sich nicht durchsetzen.
Als sich danach im Zuge der Spaltung der USPD die verbliebenen Vertreter der Rätebewegung auf die KPD orientierten, wurde die Betriebsrätezentrale in ein Organ der KPD umgewandelt. Ihre Aufgabe war der Aufbau und die Koordination kommunistischer Fraktionen innerhalb der Gewerkschaften und die Propagierung des Eintritts in die mit Sowjetrussland sympathisierende Rote Gewerkschaftsinternationale (RGI).
Die Politik der RGZ orientierte sich bis 1921 am sogenannten „Offenen Brief“, einer Einladung der KPD an die Mitglieder der SPD und anderer Parteien zur gemeinsamen klassenkämpferischen Aktion. Dessen Forderungen waren:
1. Einleitung von einheitlichen Lohnkämpfen, Erhöhung aller Renten und Pensionen von Kriegsopfern und Sozialrentnern, einheitliche Regelung der Arbeitslosenbezüge.
2. Maßnahmen zur Verbilligung von Lebensmitteln.
3. Maßnahmen zur Bereitstellung von Lebensmitteln u. Bedarfsgegenständen.
4. Sofortige Entwaffnung und Auflösung der bürgerlichen Selbstschutzorganisationen. Schaffung proletarischer Selbstschutzorganisationen. Amnestie für alle politischen Delikte, Aufnahme der diplomatischen und Handelsbeziehungen mit Sowjet-Russland.

Obwohl die RGZ Fortschritte in der Gewerkschaftsarbeit machte, gelang es ihr nicht, innerhalb einer der großen Gewerkschaften die Mehrheit zu erlangen. Der Grund dafür waren nicht zuletzt willkürliche Kurswechsel wie im März 1921.

## Märzaktion
Im Jahr 1921 änderte sich die Taktik der KPD, weg von der Einheitsfrontpolitik des offenen Briefes hin zu einer ultralinken Orientierung auf sofortige revolutionäre Aktionen. Ergebnis war die Märzaktion, ein missglückter Revolutionsversuch im damaligen Mitteldeutschen Industriegebiet um Halle/Leuna/Merseburg. Die Ablehnung dieser als Putsch empfundenen Aktion durch die Arbeiter machte die Organisationsarbeit der RGZ zunichte. Richard Müller kritisierte die Politik der KPD-Leitung zunächst intern, später öffentlich als Abenteurertum, die den Einfluss der KPD auf den einer Sekte ruinieren würde. Er weigerte sich, weitere Streikaufrufe für Berlin zu verbreiten, als der Misserfolg der Aktion in Mitteldeutschland schon absehbar war.
Müller wurde daraufhin seines Postens enthoben. Obwohl Müller auf dem Gründungskongress der RGI im Sommer 1921 in Moskau zunächst rehabilitiert wurde, trat er die Leitung der RGZ nicht wieder an. nach einem erneuten Ausbruch des Konfliktes verließ er im Januar 1922 die KPD.

## Ende der RGZ
Die Gewerkschaftspolitik der RGZ zwischen 1921 und 1933 war wiederholten Schwankungen zwischen Einheitsfront und ultralinkem Kurs ausgesetzt. 1924 verpflichtete die KPD all ihre Mitglieder auf die Mitarbeit in den freien Gewerkschaften und gab ihre vorangegangene Sympathie mit Gegengründungen auf, nur um 1928 mit dem Aufbau der RGO, der Revolutionären Gewerkschafts-Opposition, eine Wende um 180 Grad zu vollziehen. Die RGO war eine explizite Gegengründung zu den als reformistisch und später "sozialfaschistisch" beschimpften freien Gewerkschaften. Die auf Einflussgewinn innerhalb der freien Gewerkschaften orientierte RGZ hatte damit ihren Sinn verloren.